# Interfax-Ukraina
Hãng thông tấn Interfax-Ukraina (tiếng Ukraina: Інтерфакс-Україна) là hãng thông tấn ở Ukraina có trụ sở chính tại Kiev .
Hãng thành lập năm 1992 , và là công ty thuộc Tập đoàn thông tấn Nga Interfax (Interfax Information Services). Hãng xuất bản tin bằng tiếng Ukraina, tiếng Nga và tiếng Anh . Hãng sở hữu một trung tâm báo chí với 50 chỗ ngồi .